# Río Tranquilo
Río Tranquilo är ett vattendrag i Chile.   Det ligger i regionen Región de Magallanes y de la Antártica Chilena, i den södra delen av landet, 2 100 km söder om huvudstaden Santiago de Chile. Río Tranquilo ligger vid sjön Lago Balmaceda.
Trakten runt Río Tranquilo består i huvudsak av gräsmarker. Trakten runt Río Tranquilo är nära nog obefolkad, med mindre än två invånare per kvadratkilometer.